# Дьяконов, Александр Петрович (лётчик)
Дьяконов Александр Петрович (1890 г. — не раньше 1967 г.) русский и советский военный и гражданский лётчик, участник Первой мировой и Великой Отечественной войны, кавалер царский и советских боевых наград, полный Георгиевский кавалер.

## Биография
Родился в городе Ростов-на-Дону в 1890 году. Участник Первой мировой войны с первых дней. К моменту добровольного перехода в авиацию имел звание ефрейтора и Георгиевскую медаль 4-й степени «За храбрость». В августе 1915 года зачислен в список охотников-мотористов 3-й очереди ОВФ на теоретические курсы авиации при Петроградском политехническом институте. (ЦГИА СПб, ф. 478, Оп. 7, д. 5, стр. 78-79). После успешного окончания курсов направлен в Гатчинскую авиационную школу. 10 мая 1916 года младший унтер-офицер А. П. Дьяконов сдал полётный экзамен на аэроплане «Вуазен», и в соответствие приказа по школе № 186 получил звание лётчика, о чём 1 июня 1916 года получил соответствующее удостоверение. Был распределён в 35-й корпусной авиационный отряд на Юго-Западный фронт. Прибыл в часть за несколько дней до начала знаменитого Брусиловского прорыва. В первый день операции произвёл пять боевых вылетов на разведку и корректировку огня. Были дни, в которые Дьяконов вылетал на разведку каждый час, возвращаясь на полевой аэродром только для заправки и передачи полученных данных. Он одним из первых сообщил о переброски крупных сил неприятеля с Западного фронта в район наступления армии Брусилова. Во время одного из разведывательных полётов над городом Ковелем самолёт Дьяконова попал под сильный огонь зенитных батарей и был атакован несколькими немецкими истребителями. Однако лётчику удалось уйти от преследования и принести в штаб армии результаты разведки. После посадки Дьяконова механики насчитали в его самолёте около ста пробоин. Осенью 1917 года Александр Дьяконов был тяжело ранен. К этому времени он уже был фельдфебелем по чину и полным Георгиевским кавалером. В Гражданской войне лётчик Дьяконов не участвовал — более двух лет находился на излечении в госпиталях.
В начале 1920 годов Дьяконов работал в городе Ростов-на-Дону на паровозостроительном заводе. С 1923 года с момента создания акционерного общества «Добролёт» (предшественника современного Аэрофлота) и до начала Великой Отечественной войны — на службе в лётно-подъёмном составе Гражданского Воздушного Флота (ГВФ). С 9 июля 1941 года до полной Победы над Германией А. П. Дьяконов в фронтовых военных частях ГВФ — Северо-Кавказская особая авиационная группа, Закавказская особая авиационная группа, 8-й отдельный авиационный полк, 23-й отдельный авиационный Берлинский ордена Богдана Хмельницкого и Александра Невского полк. Великую Отечественную войну окончил в звании капитана, кавалер двух боевых орденов и шести медалей. После демобилизации вернулся в Ростов-на-Дону и продолжил работу в структурах «Аэрофлота»

## Награды
- Георгиевская медаль «За храбрость» 4-й степени
- Георгиевские кресты 4-й, 3-й, 2-й, 1-й степени
- Орден Трудового Красного Знамени
- Орден Красной Звезды (22 августа 1944 г.)
- Орден Красной Звезды (1945 г.)
- Медаль «За боевые заслуги» (12 сентября 1942 г.)
- Медаль «За боевые заслуги» (1944 г.)
- Медаль «За оборону Кавказа» (8 ноября 1942 г.)
- Медаль «За освобождение Варшавы»
- Медаль «За взятие Берлина»
- Медаль «За победу над Германией в Великой Отечественной войне 1941—1945 гг.»